# 音声病態分析学
音声病態分析学（おんせいびょうたいぶんせきがく、英: Verbal analysis of pathophysiology）とは、主に自律神経系を伝わり音声に影響する病気の特徴を音響解析して、その病態（病気の状態）を知る医学領域の学問をいう。
光吉俊二が始めたSTに使われた音声感情認識技術から派生し、これとは別に新たに独自パラメタを医療分野に適切に導出させる研究が同氏により行われている。この技術は音声病態分析技術、PST（Pathologic condition analysis and Sensibility Technology）と呼ばれる。
2014年に東京大学大学院医学系研究科は社会連携講座により、この音声技術PSTの臨床研究をスタートさせた。
この技術の臨床応用では、防衛医科大学校の徳野慎一が、東日本大震災における大規模な自衛官のストレス分析において、血液検査や医師の診断と比較して成果を挙げた。
また、神奈川県の国家戦略特区の未病対策技術PSTの正式名称にて認定も受けた。